# فياتورو (آبلة)
بلدية فياتورو (بالإسبانية: Villatoro) هي بلدية تقع في مقاطعة آبلة التابعة لمنطقة قشتالة وليون وسط إسبانيا.

## الديموغرافيا
بلغ عدد سكان بلدية فياتورو 195 نسمة عام 2011 (وفقاً للمعهد الوطني للإحصاء الإسباني).
| 251 | 240 | 234 | 237 | 202 | 200 | 195 |